# Daniszmendydzi
Daniszmendydzi (albo Daniszmenidzi, Daniszmendzi) – dynastia pochodzenia turkmeńskiego rządząca w centralnej i północnej Anatolii w takich miastach jak Sivas, Malatya, Kayseri i Kastamonu, od r. ok. 1071 do 1178.
Pierwsze wiadomości o eponimicznym założycielu dynastii, Daniszmendzie Ghazim (przed 1086–1104), pochodzą z okresu po roku 1086, kiedy po śmierci pierwszego sułtana Rum Sulajmana Anatolia znalazła się w stanie anarchii. Nazwa „Daniszmend” nie jest imieniem własnym, lecz perskim określeniem uczonego. Nazwa „ghazi” z kolei to określenie na wojownika świętej wojny. Pochodzenie pierwszego Daniszmendydy jest niejasne, częściowo z powodu legendarnej sławy jaką zaczął się cieszyć po śmierci, którą utrwalił poświęcony mu epos „Daniszmendname” (ok. 1245 r.). Przypisywano mu nawet wywodzenie się od Arsacydów, najprawdopodobniej był jednak Turkmenem, który pojawił się w Anatolii po bitwie pod Manzikertem. Okres pomiędzy śmiercią Sulajmana a powrotem z niewoli u Wielkich Seldżuków w roku 1092 jego syna Kilidż Arslana Daniszmend wykorzystał na zbudowanie własnego państwa. Następnie musiał walczyć z Kilidż Arslanem, jednak kiedy na teren Azji Mniejszej wkroczyła I wyprawa krzyżowa władcy ci sprzymierzyli się ze sobą i wspólnie walczyli przeciwko krzyżowcom w przegranej bitwie pod Doryleum. W roku 1100 Daniszmend wziął do niewoli jednego z przywódców I krucjaty, Boemunda z Tarentu, a w roku 1101 wspólnie z Kilidż Arslanem pokonał wyprawy posiłkowe do Ziemi Świętej. Te czyny zapewniły mu sławę. W roku 1102 udało mu się zdobyć Malatyę. W roku 1103 wypuścił Boemunda za znacznym okupem i zawarł z nim sojusz przeciwko Kilidż Arslanowi i Bizancjum, do którego realizacji jednak nie doszło, gdyż w roku 1104 Daniszmend zmarł. Jeszcze w tym samym roku Kilidż Arslan odbił Malatyę.
W roku 1107 sułtan Rum zginął w bitwie z Wielkim Seldżukami i w państwie wybuchły walki o władzę pomiędzy jego synami. Następca Daniszmendy, Emir Ghazi Kumusztakin (1104–1134), wykorzystał tę sytuację do osadzenia w roku 1116 na tronie Rum swojego kandydata, Masuda I, i sprowadzenia go do roli wasala. Ponadto odbił on Malatyę i zdobył Ankarę, Kayseri i Kastamonu. W roku 1130 wezwał go na pomoc przeciwko najazdowi księcia Antiochii Boemunda II władca Małej Armenii Leon I. Kumusztakin pokonał i zabił Boemunda, a jego głowę przesłał kalifowi. W roku 1133 odbił on Kastamonu, które rok wcześniej zajął cesarz bizantyjski Jan II Komnen. W związku z tymi zwycięstwami nad chrześcijanami kalif Al-Mustarszid w porozumieniu z sułtanem Wielkich Seldżuków Sandżarem obdarował go tytułem malika (króla), jednak przyjął go dopiero jego syn, Muhammad (1134–1142), ponieważ w roku 1134 Kumusztakin zmarł.
Panowanie Muhammada było naznaczone walkami z Bizancjum, które z miernym powodzeniem starało się odzyskać terytoria zajęte przez Daniszmendydów. Po śmierci Muhammada w roku 1142 państwo zostało podzielone pomiędzy jego dwóch braci, Jaghi Sijana (1142–1164) w Sivasie i Ismaila (1142–1152) w Malatyi i Elbistanie wraz z synem Zu an-Nunem (1142–1174) w Kayseri. Po śmierci Jaghi Sijana sułtan Rum Kilidż Arslan II ponawiał interwencje w sprawy Daniszmendydów z Sivasu i Kayseri i ostatecznie przedsięwziął inwazję na ich terytorium. Chwilowo powstrzymała go wojskowa interwencja na rzecz Daniszmendydów teścia Zu an-Nuna Nur ad-Dina w roku 1173, lecz już w roku następnym Nur ad-Din zmarł, co Kilidż Arslan wykorzystał do zajęcia Sivasu i zabicia Zu an-Nuna. W roku 1175 na korzyść Daniszmendydów interweniował cesarz bizantyjski Manuel I Komnen, jednak sułtan Rum pokonał go w roku 1176 w bitwie pod Myriokefalon. Dzięki temu w roku 1178 mógł on zająć terytoria Daniszmendydów z Malatyi, kończąc tym samym dzieje dynastii. Pozostali przy życiu Daniszmendydzi przeszli na służbę Seldżuków.

## Lista władców
- Daniszmend Ghazi (przed 1086–1104)
- Emir Ghazi Kumusztakin (1104–1134)
- Muhammad Ibn Emir Ghazi (1134–1142)

Linia w Sivasie
- Zu an-Nun (1142)
- Malik Jaghi Sijan (1142–1164)
- Malik Mudżahid Ghazi (1164–1166)
- Malik Ibrahim (1166)
- Malik Ismail (1166–1172)
- Zu an-Nun (po raz drugi) (1172–1174)

Linia w Malatyi i Elbistanie
- Ismail Ibn Emir Ghazi Kumusztakin (1142–1152)
- Zu an-Nun (1142–1174) (w Kayseri)
- Zu an-Karnajn (1152–1162)
- Muhammad Ibn Ismail (1162–1170)
- Kasim Ibn Ismail (1170–1172)
- Afridun Ibn Ismail (1172–1175)
- Muhammad Ibn Ismail (po raz drugi) (1175–1178)